# Ángel Marcos
Ángel Marcos Hernández (Medina del Campo, Valladolid, 1955) es un fotógrafo español.

## Datos biográficos y profesionales
Ángel Marcos nace la ciudad de Medina del Campo en el año 1955. Reside en la ciudad de Valladolid. 
Marcos se inicia pronto en la técnica fotográfica. Durante años compagina sus inquietudes creativas con la experiencia profesional como fotógrafo publicitario.
Influido por su experiencia como trabajador social desarrolla una especial sensibilidad que traslada a sus proyectos donde explícita o implícitamente aparecen elementos de las relaciones sociales, económicas e históricas -poder, vulnerabilidad, exclusión, emigración- y su reflejo en el medio natural, rural, urbano y sus periferias.
Realiza su primera exposición individual en la galería Siena de Valladolid en el año 1982. En 1984 realiza Estampas personales, obra precursora del autor. Será después del encargo fotográfico realizado en 1992, Un viaje por el teatro Calderón, sobre el teatro Calderón de Valladolid antes de su reforma integral, cuando decidirá su dedicación en exclusiva a la fotografía artística. Sus proyectos tienen como escenario el medio natural cercano a su ciudad natal, la propia ciudad de Medina del Campo, España, Estados Unidos, Cuba, China, Europa y África.
Ángel M. ha expuesto en numerosas ferias de arte, centros artísticos y museos nacionales e internacionales alcanzado reconocimiento nacional e internacional. Su obra forma parte de importantes colecciones de museos de Europa y América.

## Obra - Principales proyectos
Entre sus proyectos cabe destacar:
- 1997 - Paisajes.
- 1997 - Los bienaventurados.
- 1999 - Obras Póstumas.
- 2000 - La Chute
- 2001 - Alrededor del sueño, Nueva York.
- 2007 - Rastros
- 2004 - Alrededor del sueño, En Cuba.
- 2005 - Plaza mayor.
- 2007 - Alrededor del sueño, China.
- 2008 - Festival FIB, Benicassim.
- 2008 - Un coup de dés.
- 2008 - Camino de Santiago.
- 2010 - La mar negra.
- 2012 - Alrededor del sueño, La Habana.
- 2014 - Alrededor del sueño, Madrid.
- 2013 - Subversión íntima, Venecia
- 2015 - Alrededor del sueño, Barcelona.
- 2017 - Ciutat de vacances, Palma de Mallorca.

## Premios
- 2017 - Premio Trayectoria Artística Provincia de Valladolid - Diputación de Valladolid.[7]

## Obra en colecciones
- Fundación Cristina Masaveu, Oviedo.
- Naples Museum of Art. Nápoles, Florida.
- ARTIUM Centro-Museo Vasco de Arte, Vitoria.
- MUSAC, Museo de Arte Contemporáneo de Castilla y León, León.
- F.N.A.C. París.
- Nationale Suisse Assurances, Basilea.
- Lentos Museum Linz, Austria.
- Margulies Collection, Miami.
- Colección Ventós, Barcelona.
- Colección Arte contemporáneo Español, Museo Patio Herreriano, Valladolid.
- CAB, Caja Burgos, Burgos.
- Colección Amigos de ARCO. Madrid.
- Museo de Madrid, Conde Duque, Madrid.
- Siemens Foundation.
- Colección Prosegur, Madrid.
- Universidad de Salamanca, Salamanca.
- Ayuntamiento de Valladolid, Valladolid.
- Ayuntamiento de Almagro, Almagro, Ciudad Real.
- Diputación de Valladolid, Valladolid.
- Diputación de Cáceres, Cáceres.
- Ayuntamiento de la Cistérniga, La Cistérniga, Valladolid.
- IVAM, Instituto Valenciano de Arte Moderno, Valencia.
- Junta de Castilla y León, Castilla y León.
- MNCARS, Museo Nacional Centro de Arte Reina Sofia, Madrid.
- Colección DKV[8]

## Publicaciones de Ángel Marcos
Entre muchas de las publicaciones de Ángel Marcos podemos señalar:
- 1996 - Viaje por el Teatro Calderón. Editorial Junta De Castilla y León, ISBN  9788478466016.
- 2013 - Alrededor del sueño (Around the Dream), Galería enlace, Lima.
- 2014 - Pájaros, muchos pájaros, Ángel Marcos, Discurso académico (enlace roto disponible en Internet Archive; véase el historial, la primera versión y la última).
- 2014 - Galeria Trama en ArtRio 14
- 2015 - Galeria Trama en LOOP Barcelona
- 2016 - Galería Enlace Arte Contemporáneo en Lima Foto
- 2016 - Galería Ernst Hilger en Art Stage Singapore
- 2017 - Alrededor del sueño 6 - Vaticano, Galería Enlace Arte Contemporáneo, Lima